# Derolus brevicornis
Derolus brevicornis là một loài bọ cánh cứng trong họ Cerambycidae.